# حجر الصدقة

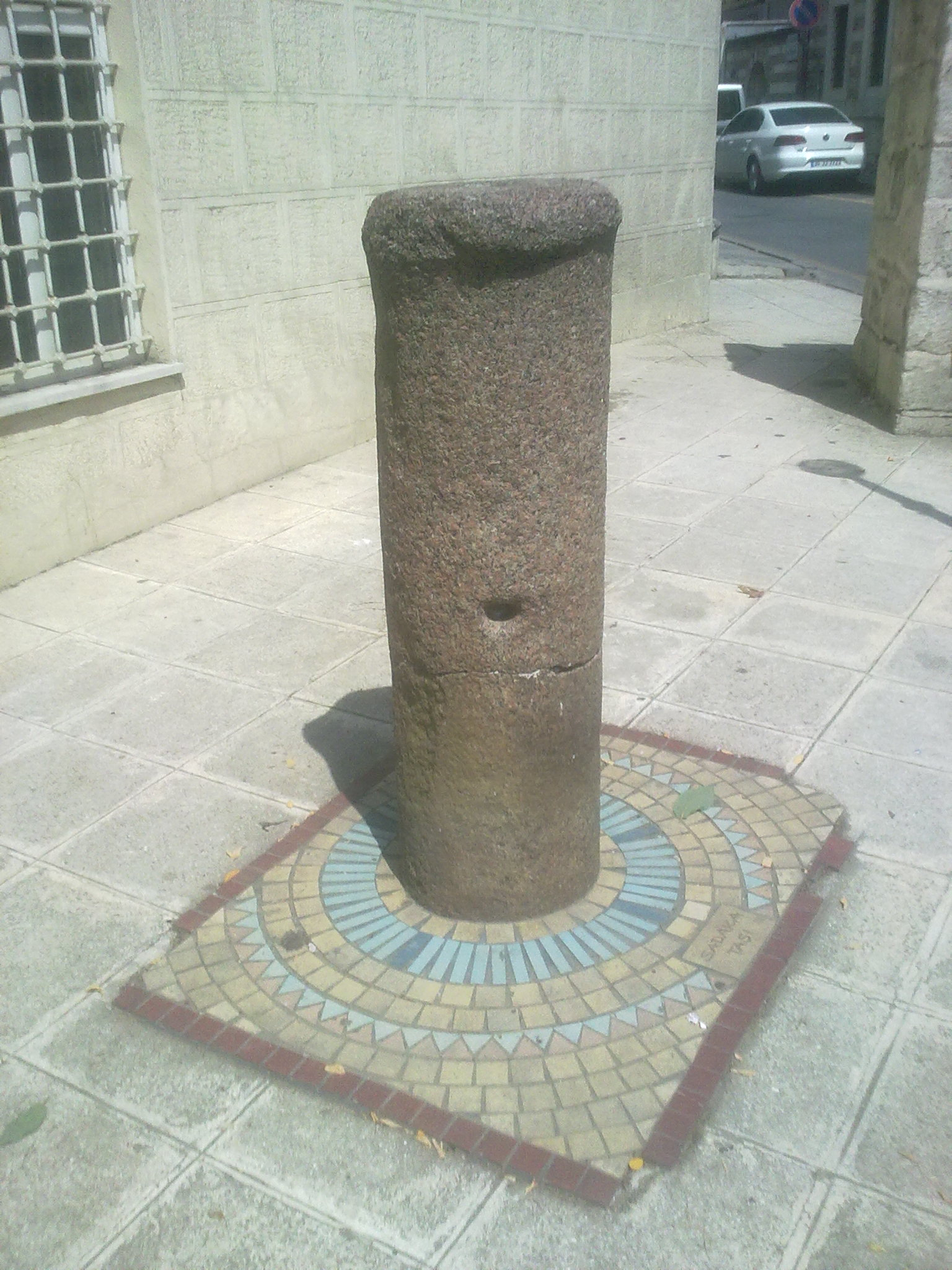
حجر الصدقة

حجر الصدقة (بالتركية: Sadaka taşı)‏ أعمدة حجرية كانت تتواجد عند بداية كُل شارع في العهد العُثماني، حيث كان الأغنياء أو المُتصدقون يضعون النقود «الصدقة» في الفتحة الموجودة في أعلى العمود وفي الليل يأتي الفٌقراء ويأخذون حاجتهم، والهدف من ذلك هو عدم رؤية الغني للفقير والفقير للغني، لتجنب إحراج الفقير.